# TRNP1
TRNP1 (англ. TMF1-regulated nuclear protein 1) – білок, який кодується однойменним геном, розташованим у людей на 1-й хромосомі. Довжина поліпептидного ланцюга білка становить 227 амінокислот, а молекулярна маса — 23 482.
| 10         |  | 20         |  | 30         |  | 40         |  | 50         |
| ---------- |  | ---------- |  | ---------- |  | ---------- |  | ---------- |
| MPGCRISACG |  | PGAQEGTAEQ |  | RSPPPPWDPM |  | PSSQPPPPTP |  | TLTPTPTPGQ |
| SPPLPDAAGA |  | SAGAAEDQEL |  | QRWRQGASGI |  | AGLAGPGGGS |  | GAAAGAGGRA |
| LELAEARRRL |  | LEVEGRRRLV |  | SELESRVLQL |  | HRVFLAAELR |  | LAHRAESLSR |
| LSGGVAQAEL |  | YLAAHGSRLK |  | KGPRRGRRGR |  | PPALLASALG |  | LGGCVPWGAG |
| RLRRGHGPEP |  | DSPFRRSPPR |  | GPASPQR    |  |            |  |            |

A: Аланін

C: Цистеїн

D: Аспарагінова кислота

E: Глутамінова кислота

F: Фенілаланін

G: Гліцин

H: Гістидин

I: Ізолейцин

K: Лізин

L: Лейцин

M: Метіонін

P: Пролін

Q: Глутамін

R: Аргінін

S: Серин

T: Треонін

V: Валін

W: Триптофан

Кодований геном білок за функцією належить до білків розвитку. 
Задіяний у таких біологічних процесах, як транскрипція, регуляція транскрипції, клітинний цикл, нейрогенез. 
Білок має сайт для зв'язування з ДНК. 
Локалізований у ядрі.